# Acustică cuantică
Acustica cuantică este studiul efectelor cuantice asupra reproducerii și absorbției undelor sonore. Pentru majoritatea aplicațiilor, mecanica clasică este suficientă pentru a descrie cu exactitate fizica sunetului. Cu toate acestea, sunetele de înaltă frecvență sau sunetele realizate la temperaturi foarte scăzute pot fi supuse unor efecte cuantice.
Un simpozion⁠(d) privind acustica cuantică este organizat în Polonia în fiecare an.

## Legături externe
- en Handbook of Acoustics de Malcolm Crocker are un capitol despre Acustica cuantică.